# Corybas
Corybas – rodzaj roślin z rodziny storczykowatych (Orchidaceae). Obejmuje 151 gatunków i 2 hybrydy występujące w Azja Południowo-Wschodnia, Australii i Oceanii w takich krajach i regionach jak: Asam, Archipelag Bismarcka, Borneo, Karoliny, Wyspy Chatham, Chiny, Himalaje, Jawa, Małe Wyspy Sundajskie, Malezja Zachodnia, Moluki, Nowa Kaledonia, Nowa Gwinea, Nowa Zelandia, Norfolk, Filipiny, Samoa, Wyspy Towarzystwa, Wyspy Salomona, Celebes, Sumatra, Tajwan, Tajlandia, Vanuatu, Wietnam, Wyspy Antypodów, Macquarie i stany Queensland, Tasmania, Nowa Południowa Walia, Australia Południowa, Australia Zachodnia, Wiktoria.

## Systematyka
Rodzaj sklasyfikowany do podplemienia Acianthinae w plemieniu Diurideae, podrodzina storczykowe (Orchidoideae), rodzina storczykowate (Orchidaceae), rząd szparagowce (Asparagales) w obrębie roślin jednoliściennych.
Wykaz gatunków
- Corybas abditus D.L.Jones
- Corybas abellianus Dockrill
- Corybas aconitiflorus Salisb.
- Corybas acuminatus M.A.Clem. & Hatch
- Corybas acutus J.Dransf. & J.B.Comber
- Corybas aduncus (Schltr.) Schltr.
- Corybas albipurpureus P.Royen
- Corybas amungwiwensis P.Royen
- Corybas annamensis Aver.
- Corybas arachnoideus (Schltr.) Schltr.
- Corybas arfakensis (J.J.Sm.) Schltr.
- Corybas aristatus (Schltr.) Schltr.
- Corybas bancanus (J.J.Sm.) Schltr.
- Corybas barbarae D.L.Jones
- Corybas betchei (F.Muell.) Schltr.
- Corybas betsyae P.Royen
- Corybas boholensis Tandang, R.Bustam., T.Reyes Jr. & S.P.Lyon
- Corybas boridiensis P.Royen
- Corybas bryophilus J.J.Sm.
- Corybas calcicola J.Dransf. & G.Sm.
- Corybas callifer (J.J.Sm.) Schltr.
- Corybas calopeplos J.Dransf. & G.Sm.
- Corybas calophyllus (Schltr.) Schltr.
- Corybas carinatus (J.J.Sm.) Schltr.
- Corybas carinulifer (Schltr.) P.Royen
- Corybas carsei (Cheeseman) Hatch
- Corybas caudatus Holttum
- Corybas cerasinus D.L.Jones & B.Gray
- Corybas cheesemanii (Hook.f. ex Kirk) Kuntze
- Corybas circinatus Tandang & R.A.Bustam.
- Corybas comptus J.Dransf. & G.Sm.
- Corybas confusus Lehnebach
- Corybas crenulatus J.J.Sm.
- Corybas cryptanthus Hatch
- Corybas cyclopensis P.Royen
- Corybas cymatilis P.Royen
- Corybas dentatus D.L.Jones
- Corybas despectans D.L.Jones & R.C.Nash
- Corybas diemenicus (Lindl.) Rupp
- Corybas dienemus D.L.Jones
- Corybas diversifolius S.P.Lyon
- Corybas dowlingii D.L.Jones
- Corybas ecarinatus Anker & Seidenf.
- Corybas echinulus E.Faria
- Corybas ekuamensis P.Royen
- Corybas epiphyticus (J.J.Sm.) Schltr.
- Corybas erythrocarpus J.J.Sm.
- Corybas expansus D.L.Jones
- Corybas fanjingshanensis Y.X.Xiong
- Corybas fenestratus P.Royen
- Corybas fimbriatus (R.Br.) Rchb.f.
- Corybas finisterreanus S.P.Lyon
- Corybas fordhamii (Rupp) Rupp
- Corybas fornicatus (Blume) Rchb.f.
- Corybas gastrosiphon (Schltr.) Schltr.
- Corybas geminigibbus J.J.Sm.
- Corybas gemmatus P.J.Cribb & B.A.Lewis
- Corybas gibbifer (Schltr.) Schltr.
- Corybas globulus (D.L.Jones & L.M.Copel.) L.M.Copel. & D.L.Jones
- Corybas hatchii Lehnebach
- Corybas helensis S.P.Lyon
- Corybas himalaicus (King & Pantl.) Schltr.
- Corybas hispidus D.L.Jones
- Corybas holttumii J.Dransf. & G.Sm.
- Corybas huonensis S.P.Lyon
- Corybas hypogaeus (Colenso) Lehnebach
- Corybas imperatorius (J.J.Sm.) Schltr.
- Corybas incurvus D.L.Jones & M.A.Clem.
- Corybas insulifloris P.Royen
- Corybas iridescens Irwin & Molloy
- Corybas karkarensis P.Royen
- Corybas karoensis J.B.Comber & J.Dransf.
- Corybas kinabaluensis Carr
- Corybas klossii (Ridl.) Schltr.
- Corybas koresii P.Royen
- Corybas laceratus L.O.Williams
- Corybas ledermannii (Schltr.) Schltr.
- Corybas leucotyle (Schltr.) Schltr.
- Corybas limpidus D.L.Jones
- Corybas longipedunculatus P.Royen
- Corybas longipetalus (Ridl.) Schltr.
- Corybas longitubus (D.L.Jones & L.M.Copel.) M.A.M.Renner
- Corybas macranthus (Hook.f.) Rchb.f.
- Corybas mammillifer P.Royen
- Corybas mankiensis P.Royen
- Corybas merrillii (Ames) Ames
- Corybas minimus (R.J.Bates) J.M.H.Shaw
- Corybas minutus (Drake) Schltr.
- Corybas mirabilis (Schltr.) Schltr.
- Corybas moluccanus (Schltr.) Schltr.
- Corybas montanus D.L.Jones
- Corybas montis-stellaris P.Royen
- Corybas muluensis J.Dransf.
- Corybas muscicola (Schltr.) Schltr.
- Corybas nanus P.Royen
- Corybas naviculisepalus P.Royen
- Corybas neocaledonicus (Schltr.) Schltr.
- Corybas oblongus (Hook.f.) Rchb.f.
- Corybas obscurus Lehnebach
- Corybas orbiculatus (Colenso) L.B.Moore
- Corybas palearifer (J.J.Sm.) Schltr.
- Corybas papa Molloy & Irwin
- Corybas papillatus Inuthai, Chantanaorr. & Suddee
- Corybas papillosus (Colenso) Lehnebach
- Corybas pictus (Blume) Rchb.f.
- Corybas pignalii E.Faria
- Corybas pilifer J.Dransf.
- Corybas ponapensis (Hosok. & Fukuy.) Hosok. & Fukuy.
- Corybas porphyrus P.Royen
- Corybas praetermissus J.Dransf. & J.B.Comber
- Corybas pruinosus (R.Cunn.) Rchb.f.
- Corybas puberulus (Schltr.) Schltr.
- Corybas puniceus T.P.Lin & W.M.Lin
- Corybas ramosianus J.Dransf.
- Corybas recurvus D.L.Jones
- Corybas ridleyanus Schltr.
- Corybas rivularis (A.Cunn.) Rchb.f.
- Corybas roseus (Janch.) Janch. ex J.J.Sm.
- Corybas rotundifolius (Hook.f.) Rchb.f.
- Corybas royenii Kores
- Corybas sagittatus S.P.Lyon
- Corybas sanctigeorgianus Lehnebach
- Corybas saprophyticus (Schltr.) Schltr.
- Corybas scutellifer J.B.Comber & J.Dransf.
- Corybas selangorensis J.Dransf. & G.Sm.
- Corybas serpentinus J.Dransf.
- Corybas sexalatus J.J.Sm.
- Corybas simbuensis P.Royen
- Corybas sinii Tang & F.T.Wang
- Corybas smithianus Schltr.
- Corybas solomonensis P.Royen
- Corybas speculum (Schltr.) Schltr.
- Corybas stenotribonos J.B.Comber & J.Dransf.
- Corybas striatus (Schltr.) Schltr.
- Corybas subalpinus P.Royen
- Corybas sulcatus (M.A.Clem. & D.L.Jones) G.N.Backh.
- Corybas taiwanensis T.P.Lin & S.Y.Leu
- Corybas taliensis Tang & F.T.Wang
- Corybas torricellensis (Schltr.) Schltr.
- Corybas trilobus (Hook.f.) Rchb.f.
- Corybas umbonatus (Schltr.) Schltr.
- Corybas umbrosus J.Dransf. & J.B.Comber
- Corybas undulatus (R.Cunn.) Rupp
- Corybas unguiculatus (R.Br.) Rchb.f.
- Corybas ventricosus (J.J.Sm.) Schltr.
- Corybas vespertilionis P.Royen
- Corybas villosus J.Dransf. & G.Sm.
- Corybas vinosus (J.J.Sm.) Schltr.
- Corybas viridisepalus S.P.Lyon
- Corybas vitreus Lehnebach
- Corybas walliae Lehnebach

Wykaz gatunków
- Corybas × halleanus E.Faria
- Corybas × miscellus D.L.Jones